# Гржимали, Отакар
Отакар Гржимали (чеш. Otakar Hřímalý; 20 декабря 1883, Черновцы — 10 июля 1945, Прага) — чешский композитор и дирижёр. Сын Войтеха Гржимали (младшего).
Окончил Венскую консерваторию (1908), затем отправился в Москву к своему дяде Яну Гржимали. В 1910—1916 гг. дирижёр оперного отделения Московской консерватории. В 1922 г. вернулся в Черновцы, был профессором, а с 1933 г. также директором местной филармонии. После занятия Буковины советскими войсками в 1940 г. уехал в Прагу, где преподавал в консерватории.